# Frontera entre Francia y los Países Bajos
La frontera entre la República Francesa y el Reino de Países Bajos se limita hoy a la isla antillana de San Martín, compartida entre ambos países de manera terrestre y marítima. Es la única frontera terrestre de la Unión Europea fuera de Europa y la única terrestre entre dos países europeos en América.

## Historia
La frontera terrestre franco-neerlandesa actual, en la isla de San Martín, fue fijada por el tratado de Concordia del 23 de marzo de 1648.
Francia y los Países Bajos tenían una frontera común en Europa:
- Hasta 1713 con el enclave del Principado de Orange recuperado por Francia a través del tratado de Utrecht;
- de 1795 (cuando Francia anexó Bélgica) a 1810, la frontera estaba marcada por la Escalda Occidental y después seguía el trazado actual de la frontera belga-neerlandesa (entre 1810 y 1814, Países Bajos forman parte íntegra del Imperio francés pues la frontera fue absorbida);
- entre 1814 y 1830, la frontera entre Francia y Países Bajos corresponde a la actual frontera entre Bélgica y Francia. Esta situación finaliza en 1831 cuando Bélgica se independiza de los Países Bajos.

## Frontera actual sobre la isla de San Martín

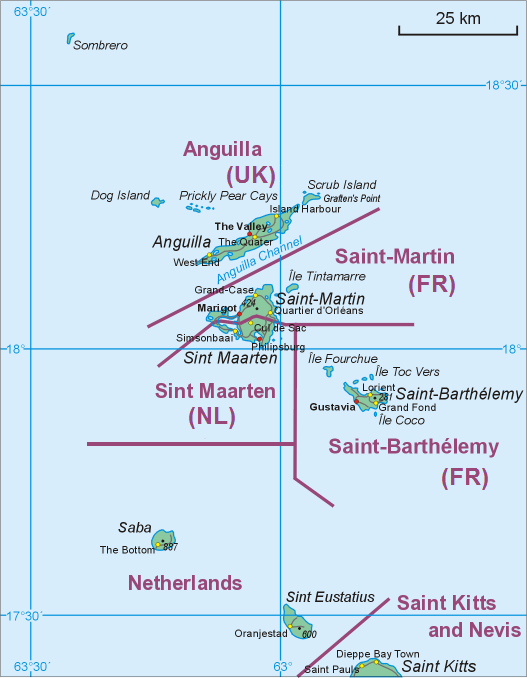
Mapa de San Martín e islas circundantes.

Esta frontera separa Francia del Reino de los Países Bajos, que comprende cuatro Estados fundacionales: los Países Bajos propiamente dicho, Aruba, Curazao y la parte neerlandesa de San Martín.

### Parte terrestre
La frontera terrestre franco-neerlandesa sobre la isla de San Martín se extiende sobre 10,2 km, y corta la isla en dos siguiendo una dirección aproximadamente de oeste a este: la parte francesa se extiende al norte de esta línea, la parte neerlandesa al sur. Varios mapas antiguos muestran ligeras variaciones, el lugar más antiguo del borde occidental en la playa de Burgeaux (Maho).
Hoy en día, la frontera corta la península de Lowlands entre Long Bay y Cupecoy Bay, divide la laguna Simsonbaai entre sus dos islotes, sube verticalmente hacia la línea de cresta que sigue mientras pasa por el Mont des Accords, Paso de la Concordia (165m), Colina Marigot (315m), Monte Flagstaff (390m), que es la altitud más alta que alcanza, luego desciende verticalmente hacia el Valle de Quartier-Orléans que cruza perpendicularmente luego por el canal que conduce al estanque de las Ostras (Oyster pond), separándolo en dos, incluyendo su salida.

#### Historia del trazado
Como consecuencia de la salida del ejército español en 1648 después de 15 años de ocupación del fuerte de la gran bahía (Fuerte Amsterdam), la Compañía Neerlandesa de las Indias Occidentales (GWC) de las Provincias Unidas y la Compañía de las Islas de América de Francia, donde recuperaron de facto la isla con que los primeros pobladores de sus naciones se beneficiarían de actividades disociadas y difusas (cultivo de tabaco por los franceses y saunas neerlandesas del otro). Por lo tanto, era legítimo que estos últimos recuperaran sus posiciones anteriores en la Gran Salina (Groot zoutpan) y los valles que conducen a las crestas (Flagstaff), mientras que los primeros se trasladan al distrito de Orléans, un área que ya tenían despejada en el pasado, mientras que el resto de la isla todavía estaba cubierto por el bosque primario xerófilo. De la altura del Flagstaff los hombres de las dos naciones se repartieron la mitad este valle de Orléans (en lo sucesivo los neerlandeses nombraron su parte Lower Princes) y a cambio de buenos principios los franceses han obtenido el acuerdo de utilizar la gran salina de Philipsburg.
Al este, el compartir el llamado "estanque de ostras" (Oyster pond) no fue trivial, ya que al estar rodeado de manglares se consideraba un refugio más seguro en caso de huracán, un agujero. Hacia el oeste, desde la cima del "mont des Accords" (el nombre apropiado), la vista permitió establecer la frontera siguiendo el relieve natural y luego dibujar una línea recta dirigida hacia la playa de la bahía de Burgeaux (Maho) que ofrece acceso a la bahía y al gran estanque Simsonbaai. De hecho, esta ruta se modificó posteriormente, asignando parte de las tierras bajas a los neerlandeses.

### Parte marítima

Fronteras marítimas en el Caribe de Países Bajos y Francia.

En virtud de las leyes internacionales que rigen los dominios marítimos, Francia y el Reino de los Países Bajos también definieron una frontera marítima común.
Los límites se establecieron mediante una división de la línea costera básica para las aguas territoriales (extensión de 22 km) y la zona económica exclusiva (ZEE) (extensión de 370 km), es decir, entre la parte neerlandesa de San Martín, por un lado, y dos islas francesas, por el otro: San Martín (para la zona marítima occidental), y San Bartolomé para la zona marítima oriental y meridional.
Estas fronteras constituyen también parte de las fronteras de la Unión Europea, porque Sint Maarten del lado neerlandés y Saint-Barthélémy del lado francés no son parte de ella (son PTU), a diferencia del territorio francés de San Martín (que es una región ultraperiférica de la UE).
Un tratado que establece específicamente este límite se concluyó el 23 de noviembre de 2016. Desde el punto A, la delimitación es una línea de azimut de 283.5 grados hasta que alcanza la delimitación con el Reino Unido de Gran Bretaña e Irlanda del Norte. Desde el punto J, la delimitación es una línea geodésica de azimut de 112.9 grados hasta que alcanza la delimitación con la Federación de San Cristóbal y Nieves.

## Anexos
- Lista de las islas divididas por una frontera internacional
- Lista fronteras terrestres internacionales por longitud
- San Martín (isla)

### Fuente
- Mapa de Randonnée a escala 1:25.000, St.martin & St.barthélemy n°4606GT, éd. 2014, IGN París, TOP 25, Serie Azul.

- Datos: Q1996259
- Multimedia: Borders of France-Netherlands / Q1996259